# 미수교국가
미수교 국가는 아직 수교하지않은 국가를 가리키는 단어이다. 

## 대한민국
대한민국과 미수교인 국가는 승인된 국가도 있지만 미승인국가도 존재한다.

## 아시아
- 중화민국
- 팔레스타인
- 북키프로스

## 유럽
- 코소보

## 아프리카
- 사하라 아랍 민주 공화국
- 소말릴란드

## 같이 보기
- 수교
- 단교
- 국가